# Бакуры
Баку́ры — село в Екатериновском районе Саратовской области России. Административный центр Бакурского муниципального образования. Основано в 1695 году.

## География
Село находится в северной части Саратовского Правобережья, в пределах Окско-Донской равнины, в степной зоне, на берегах реки Сердобы, на расстоянии примерно 39 км (по прямой) к северо-востоку от посёлка городского типа Екатериновки. Абсолютная высота — 161 метр над уровнем моря.
Климат
Климат характеризуется как континентальный с холодной малоснежной зимой и сухим жарким летом. Среднегодовая температура воздуха — 4,6 °C. Средняя многолетняя температура самого холодного месяца (января) составляет −13 °С (абсолютный минимум — −43 °С), температура самого тёплого (июля) — 20 °С (абсолютный максимум — 40 °С). Средняя продолжительность безморозного периода 140—150 дней. Среднегодовое количество атмосферных осадков — 500 мм, из которых 225—320 мм выпадает в период с апреля по октябрь. Снежный покров держится в среднем 130—140 дней в году.
Часовой пояс
Село Бакуры, как и вся Саратовская область, находится в часовой зоне МСК+1. Смещение применяемого времени относительно UTC составляет +4:00.

## История
Село было основано в начале XVII века. Первыми поселенцами были десять крестьянских семей вывезенных сюда из Троице-Сергеева монастыря с тамбовщины. Поселение расположилось на перекрёстке дорог, в том месте, которое называется «горкой». Заселяли землю переселенцы, ссыльные, калмыки. Село назвали Сергеевское. Земля была государственной, а оброки платили монахам Троице-Сергеева монастыря. С 1695 года село стало называться Бакурами.
Село было зажиточным, крестьяне не знали крепостного права, земля была государственной. В 1774 году бакурчане приняли участие в восстании Пугачева. Многи из них впоследствии отправили в ссылки и на каторги. Жители села всегда занимали активную позицию по тоношению к крестьянкой политике государства. В 1840 году из Петербурга пришел указ о начале возделывания картофеля, был введен специальный налог. Село Бакуры стало одним из очагов «картофельного бунта». Саратовская жандармерия доносила в Петербург: «Тут крестьяне держаться наиболее упорно». На подавления восстания был направлен отряд во главе губернатора Фадеева из 700 человек. Явившиеся на сход 100 бакурчан были «нещадно биты» на площади, однако многие зачинщики бунта скрылись в лесах и стали разбойниками.
В 1911 году в Бакурах имелось 1115 лошадей, 780 коров, 6525 голов овец и коз. В селе проживало 5682 человека. Из орудий труда в Бакурах насчитывалось около 500 конных плугов, 10 жнеек, 35 молотилок. В среднем на каждый двор приходилось около семи человек.
После революции 1905 года в Бакурах была организованна тайная организация, лидерами которой были студент Агриков и братья Смирновы. Был организован марксистский кружок, обсуждалась революционная литература, но выступлений не было.
В годы гражданской войны через село проходил отряд Котовского, который преследовал отряды Антонова.
2 марта 1919 года в Бакурах ударили в набат. На площади собралась огромная толпа местных крестьян. Новые власти насильственно изымали хлеб, выполняя задания сверху, порой не оставляли ничего самим крестьянам. В селе был введен комендантский час, и если люди выходили позже положенного времени, раздавались пулеметные очереди над селом.
18 марта родственникам объявили, что все арестованные противники Советской Республики будут отправлены в Сердобск. На следующий день арестованных вывели во двор, построили в колонну и под усиленной охраной повели через займище на гору. Сзади следовала тачанка с пулеметом. Идущие рядом со священником почуяли неладное и сказали ему: «Батюшка, ведь на убийство ведут, давайте разбежимся по сигналу, всех не перестреляют…». Отец Никифор согласия не дал, сказав, что они виноваты и призвал уповать на Бога. Колонну развернули спиной к оврагу. Командир и представитель уездной комиссии по борьбе с дезертирством и контрреволюцией И.Д. Калашников объявил, что «именем революции за саботаж, агитацию против Советской власти и сопротивление ей, все арестованы приговорены к расстрелу». Тачанка развернулась к колонне, но у пулеметчика Сергея Зотова сдали нервы, он отказался стрелять в священника. Калашников подошел к священнику и сказал: «ладно, иди с миром, но если еще раз попадешься мне расстреляю». Отец Никифор взял за руки стоявших рядом крестян и заявил: «я слуга Бога, а потому в такую минуту не могу оставить своих сыновей, уйду вместе с вами». Потрясенный мужеством священника Калашников подбежал к тачанке сам лег за пулемет.
Это легенда, получившая распространение в перестроечные годы, ничем не подтверждена.
После гражданской войны стали организовываться первые колхозы. В 1927г. в селе появился первый трактор. В 1932-1933 годах Бакуры охватил голод. Вымирали целые семьи. На кладбище появились братские могилы.
В 1934 году был открыт молодежный клуб в здании церкви, но петь там никто не решался. В том же году был организован Бакурский район, который объединил 34 колхоза. Из деревянной церкви сделали клуб, появилось радио, была закрыта белокаменная церковь, которая стояла у реки. Колокола отправили на переплавку, а затем церковь разрушили. Из церковных икон в здании народного суда сделали потолок. В 1938 году в Бакурах появилась средняя школа. В 1939 году начали ломать церковь и из полученного кирпича построили здании электростанции, роддома, школы. В этом же году состоялся первый выпуск десятиклассников.
После начала войны женщины сели на трактора, строили оборонительные сооружения под Саратовом. С Великой Отечественной войны не вернулось 365 бакурчан. В память о прошедшей войне в селе был воздвигнут памятник погибшим воинам.
Но после войны в селе не стала лёгкой. В 1946 году вновь Поволжье посетил голод. Для того чтобы выйти из разрухи нужны были новые руководящие кадры, таковым председателем стал демобилизованный офицер Василий Иванович Ковшутин. Село постепенно развивалось. В 1983 году в селе появилась асфальтированная дорога, с 1996 по 1998 годы шло строительство новой школы, а с 1993 года началась газификация села.
18 июля 2009 года состоялась закладка храма во имя преподобного Сергия Радонежского, который был впоследствии отстроен на месте, где некогда находилась церковь.

## Этимология
Существует несколько версий о происхождении названия села. Одно из них гласит, что в конце XVII века здесь проезжал Пётр I на закладку города Петровска. В Сергеевском остановился на ночлег. Утром царь вышел на прогулку, в окрестностях поселения увидел диких кур и с удивлением воскликнул: «Ба, куры!». Местная власть в ознаменование знакового события переименовало село.
Другая версия уходит в древность. Во время татаро-монгольского нашествия в окрестностях села стоял отдяд хана Багура. Стойбище носило его имя, которое трансформировалось в Бакур, а позднее в Бакуры.
Третья версия связана с фамилией украинского дворянина Бакурского, который был сослан за вольнодумство в Сибирь. По дороге он заболел и остановился в селе. Бакурский попросил у властей разрешения здесь поселиться. От его фамилии и пошло название села.
Четвертая версия восходит к V—VI веку. В это время участились набеги тюркских кочевых племен в Поволжье. По-тюркски «ба» означает рыба, а «хур» или «кур» — ручей.

## Население
| 1939 | 1959  | 2002  | 2010  |
| ---- | ----- | ----- | ----- |
| 4355 | ↘3788 | ↘1330 | ↘1312 |

Половой состав
По данным Всероссийской переписи населения 2010 года в половой структуре населения мужчины составляли 45,4 %, женщины — соответственно 54,6 %.
Национальный состав
Согласно результатам переписи 2002 года, в национальной структуре населения русские составляли 92 % из 1330 чел.

## Известные уроженцы
- Иван Васильевич Образцов — участник Великой Отечественной войны, отличился при форсировании Днепра в 1943 году. Образцов лично убил 20 нацистов за один день. В последующие три дня боя взвод Образцова уничтожил ещё 100 нацистов. 25 сентября Иван Образцов погиб; 23 октября 1943 года ему было присвоено звание Героя Советского Союза посмертно[11].